# Gilles Rondy
Gilles Rondy (Brest, 4 settembre 1981) è un nuotatore francese, specializzato nelle gare di granfondo in acque libere.
Ha conquistato la medaglia d'argento nella 25 km in acque libere agli Europei di nuoto disputati a Berlino del 2002 e successivamente, sempre nella stessa disciplina, la medaglia d'oro ai Campionati Europei svolti a Budapest nel 2006.
Nel 2005 è giunto terzo nella classifica generale di Coppa del Mondo, ottenendo 6 podi nella stagione.
Negli anni 2002, 2004 e 2005 si è laureato campione di Francia sempre sulla distanza dei 25 km in acque libere.
Si è inoltre aggiudicato diverse maratone natatorie.